# Lucius Valerius Flaccus (interrex)
Lucius Valerius Flaccus (Kr. e. 2. század – Kr. e. 1. század) római politikus, az előkelő Valeria gens tagja volt. Nem azonos a Kr. e. 100-ban és Kr. e. 86-ban consuli méltóságot viselt Lucius Valerius Flaccusszal, aki utóbbi hivatali évében meg is halt.
Amikor Lucius Cornelius Sulla Kr. e. 82 végén elfoglalta Rómát, interrexeket neveztetett ki a consulok helyett. Az interregnum egyik vezetője Flaccus lett; ő javasolta Kr. e. 81-ben a senatusban, hogy Sullát korlátlan időre dictatorrá válasszák. Ennek megtörténte után a hadvezér helyettesévé (magister equitum) tette.